# Unterseeboot 463
Le Unterseeboot 463 (U-463) est un U-boot type XIV utilisé par la Kriegsmarine pendant la Seconde Guerre mondiale.

## Historique
Comme tous les sous-marins de type XIV, l'U-463 est un ravitailleur de sous-marins. C'est une « vache-à-lait » (Milchkuh) de la Ubootwaffe (force sous-marine) : de grands sous-marins capables de ravitailler en combustible diesel, en torpilles pour ravitaillement, en pièces détachées, en vivres (25 t). Il disposent de personnel médical et de spécialistes (mécaniciens de torpille, radios ou mécaniciens généralistes).
De juillet 1942 à mai 1943, l'U-463 réalise cinq missions de ravitaillement qui approvisionnent 74 U-Boote.
Il est coulé le 16 mai 1943 par des charges de profondeur lancées par un Halifax britannique (Squadron 58/R) dans le golfe de Gascogne à la position géographique de 45° 57′ N, 11° 40′ O. 
Cette attaque coûte la vie aux 57 membres d'équipage.

## Affectations
- 4. Unterseebootsflottille du 2 avril 1942 au 31 juillet 1942 à Stettin en Pologne pendant sa période de formation
- 10. Unterseebootsflottille du 1er août 1942 au 31 octobre 1942 à la base sous-marine de Lorient en tant qu'unité combattante
- 12. Unterseebootsflottille du 1er novembre 1942 au 16 mai 1943 à la base sous-marine de Bordeaux en tant qu'unité combattante

## Commandement
- Korvettenkapitän Leo Wolfbauer du 2 avril 1942 au 16 mai 1943

## Navires coulés
- L'Unterseeboot 463, ayant un rôle de ravitailleur de sous-marin et n'étant pas armé de torpilles, n'a ni coulé, ni endommagé de navires pendant ses 5 patrouilles.

### Référence
1. ↑  cf. W. Frank (1965) p. 234-235
2. ↑  cf. W. Frank (1965) p. 47-48